# أوليفييه كاريراس
أوليفييه كاريراس (بالفرنسية: Olivier Carreras)‏ هو منتج أفلام ومخرج وممثل فرنسي، ولد في 22 ديسمبر 1969 في بولون-بيانكور في فرنسا.

## وصلات خارجية
- أوليفييه كاريراس على موقع IMDb (الإنجليزية)
- أوليفييه كاريراس على موقع ألو سيني (الفرنسية)
- أوليفييه كاريراس على موقع كينوبويسك (الروسية)